# Ala miliaria
Ala miliaria war ein antiker Ort in der römischen Provinz Mauretania Caesariensis in Nordafrika.
Der Name zeigt, dass hier eine ala miliaria lagerte, also ein Reiterverband der römischen Armee, der etwas mehr als 1000 Einheiten (Männer und Pferde) umfasste. Kaiser Septimius Severus hatte diese Einheit hier etabliert, um die Grenze gegen die aus dem Süden kommenden Nomaden zu verteidigen. Da die Vielzahl von Soldaten und Pferden versorgt werden musste, entstand hier eine veritable Stadt.
In der Spätantike ist hier auch ein christliches Bistum bezeugt, von dem sich das heutige Titularbistum Ala Miliaria ableitet. Dort war offenbar der Donatismus stark vertreten.
Der Ort befand sich in der Umgebung des heutigen Beniane (Algerien), wo sich auch eine von Wolfgang Wischmeyer und Johannes Divjak untersuchte Grabanlage befindet.